# Ивичеста чапла
Ивичеста чапла (Butorides striata) е вид птица от семейство Чаплови (Ardeidae).

## Разпространение
Видът е разпространен в тропиците на Стария свят от Западна Африка до Япония и Австралия, както и в Южна Америка и Карибите.